# E.H. Shepard
Ernest Howard Shepard (ur. 10 grudnia 1879 St. John’s Wood w Londynie, zm. 24 marca 1976) – angielski malarz, autor oryginalnych ilustracji do książek o Kubusiu Puchatku i O czym szumią wierzby.

## Życiorys
Uczestniczył w I wojnie światowej i awansował do stopnia majora, odznaczony został Military Cross. Jego córka Mary Shepard ilustrowała książki z serii o Mary Poppins.